# Little White House
Pour les articles homonymes, voir White House.

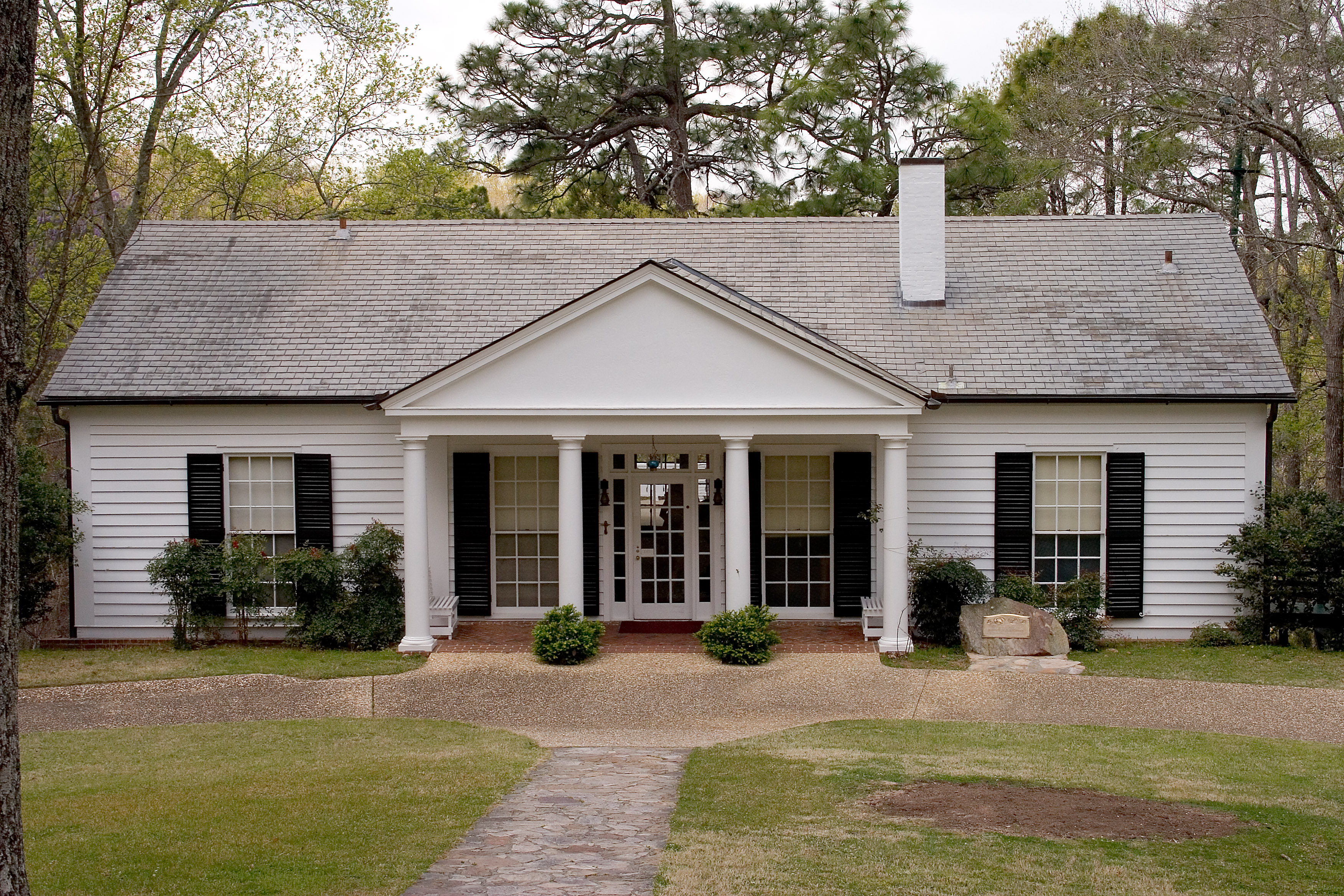
Little White House en 2006.

La Petite Maison Blanche (en anglais Little White House) était l'une des résidences et le lieu de décès du président américain Franklin Delano Roosevelt. Elle se trouve dans le Warm Springs Historic District à Warm Springs en Géorgie, au sud-est des États-Unis.  

Plan de Little White House.

Atteint de poliomyélite à l'âge de 39 ans, en 1921, Roosevelt vint la première fois à Warm Springs en octobre 1924 pour traiter sa maladie. Appréciant le lieu, il se fit construire quelques années plus tard, une maison sur la Pine Mountain toute proche, alors qu'il n'était que gouverneur de l'État de New York. La demeure fut terminée l'année même où il fut élu président en 1932. Il la conserva après son élection et l'utilisa comme retraite présidentielle. Il y mourut le 12 avril 1945.
La maison fut ouverte au public comme musée en 1948, dont l'une des principales attractions est le portrait de Roosevelt qu'Elizabeth Shoumatoff était en train de peindre au moment de sa mort et connu maintenant sous le nom de « Portrait inachevé » (Unfinished Portrait). Celui-ci est exposé à côté d'un autre portrait achevé, également peint par Shoumatoff, mais réalisé à partir de croquis et de mémoire.
Le site historique de Little White House Historic est géré par l'État de Géorgie.
La résidence de villégiature de son successeur, Harry S. Truman, à Key West en Floride a quelquefois également aussi été dénommée Little White House.

## Source
- (en) Cet article est partiellement ou en totalité issu de l’article de Wikipédia en anglais intitulé « Little White House » (voir la liste des auteurs).